# Литія (місто)
Литія (словен. Litija) — місто в общині Литія, Осреднєсловенський регіон, Словенія. Висота над рівнем моря: 238 м.